# Pedro Villar
Pedro Villar fue un escultor, formado dentro de la escultura aragonesa desde los años 1541 al 1560,  donde entró a trabajar en el taller de Nicolás Lobato, y que según consta en la documentación del contrato se realizó en el año 1541. 

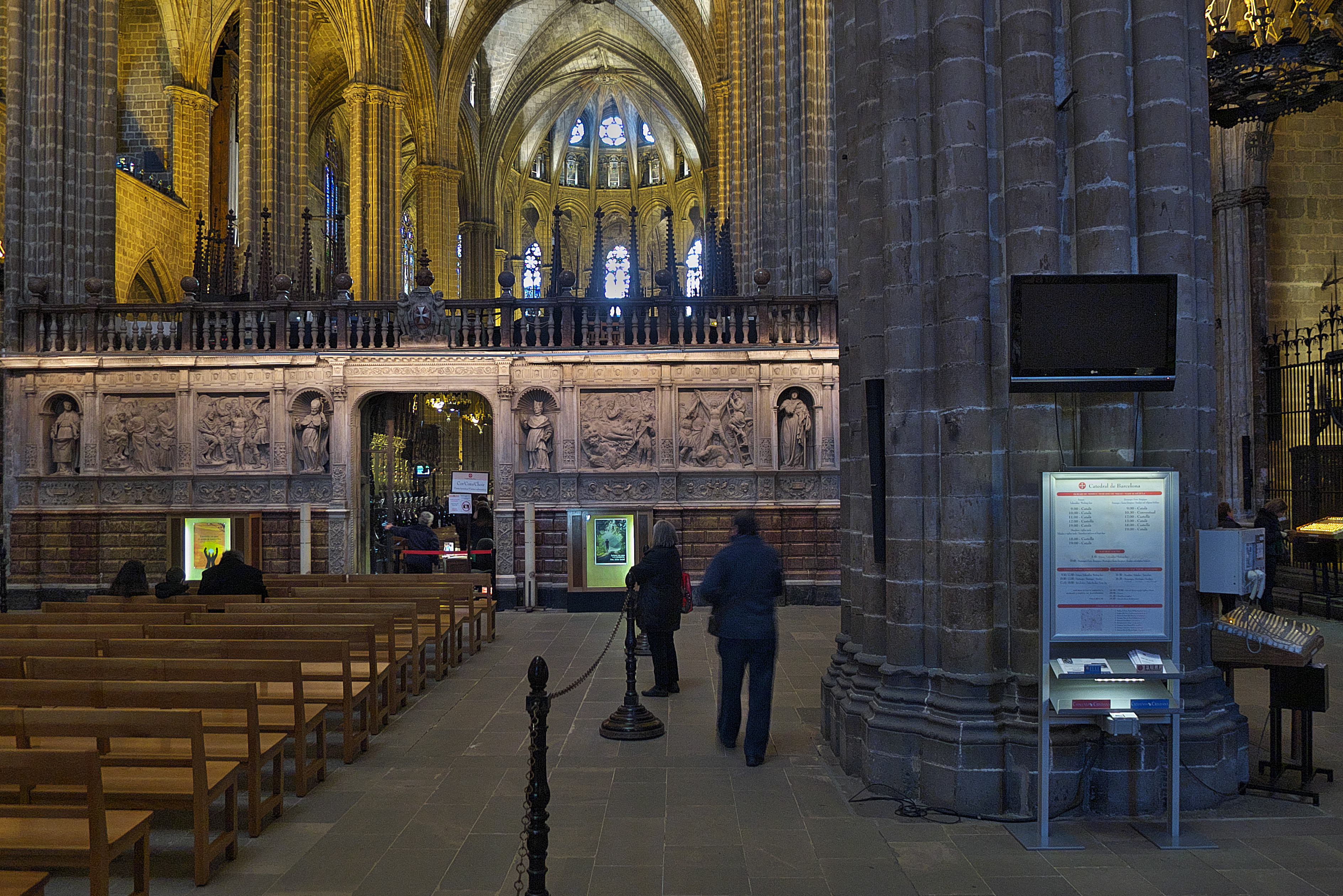
Trascoro de la Catedral de Barcelona

Estuvo influenciado  por la obra de Damián Forment y por Arnao de Bruselas, a quienes podría haber conocido durante su estancia con Lobato. Fue llamado por el cabildo de la catedral de Barcelona para la continuación del trabajo del trascoro, empezado por Bartolomé Ordóñez y que debido al fallecimiento de éste había quedado sin terminar. El relieve de santa Eulalia, demuestra un gran clasicismo.  Lo que sí está claro, es que la demanda de la continuación del trabajo de la catedral, el relieve de la Crucifixión de santa Eulalia, lo obligaba a la armonización con el trabajo dejado por Bartolomé Ordóñez. 
Según el historiador Justi precisó que Villar había trabajado en el trascoro de Barcelona en los años 1562-1563, «los relieves  de la flagelación y crucifixión, aunque bien hechos, pero fríos, sin embargo, como obra de un imitador». También era de esta opinión José Camón Aznar. Estudios posteriores han dado como obra de Pedro Villar sólo el relieve de la Crucifixión de Santa Eulalia, y el otro relieve de la Flagelación de Santa Eulalia es obra posterior a la muerte de Villar y realizada por el escultor  Claudio Perret, en 1619-1621